# Rohod
Rohod es un pueblo ubicado en el distrito de Baktalórántháza, en el condado de Szabolcs-Szatmár-Bereg, Hungría.

## Superficie
Posee una superficie de 19,56 kilómetros cuadrados.

## Demografía
Hasta 2019 la población era de 1215 habitantes, con una densidad de población de 62,12 habitantes por kilómetro cuadrado.